# Christopher Conyers (Adliger, um 1411)
Sir Christopher Conyers of Sokebourne (* um 1411; † nach März 1461) war ein englischer Ritter.

## Leben
Sir Christopher Conyers war der Sohn und Erbe des Robert Conyers († 1433), Gutsherr von Sockburn in Durham, und Isabel, Tochter des William Pert.
Er war während der Rosenkriege ein treuer Anhänger des Hauses York und kämpfte im Mai 1455 bei der Ersten Schlacht von St Albans, im September 1459 bei Blore Heath und im März 1461 bei Towton.

## Ehe und Nachkommen
Sir Christopher war verheiratet mit Mariora, Tochter des Sir William de Eure. Sie hatten sechs Kinder:
- Sir William Conyers ⚭ Anne, Tochter des Sir Ralph Bigott;
- Robert Conyers;
- John Conyers;
- Humphrey Conyers;
- Maud Conyers;
- Joan Conyers ⚭ Sir Philip Dymoke[1].